# Scifuloti
Gli scifuloti o s-cifuloti sono un tipo di pasta fresca tipico della Romagna, in particolare della provincia di Ravenna, dalla forma di piccoli cilindri lisci e pieni.

## Preparazione
Da un impasto di acqua, farina, sale si ricavano dei cordoncini della dimensione di una matita, che vengono poi tagliati nella lunghezza di 3 cm. La procedura di taglio li rende simili ai sedanini, ma a differenza di questi ultimi non sono cavi all'interno. 
Successivamente, gli scifuloti vengono lasciati ad asciugare sopra la spianatoia, ossia la tavola di legno utilizzata per produrre in casa la pasta. Vengono lessati in acqua salata e conditi con parmigiano grattugiato e cannella grattugiata e, secondo la tradizione, andrebbero dolcificati con una piccola quantità di zucchero. In alternativa possono essere cotti al forno in una teglia precedentemente imburrata e ricoperti di formaggio grattugiato e riccioli di burro. 
In Romagna il termine scifuloti può essere utilizzato anche per indicare i garganelli che, tuttavia, si differenziano dagli scifuloti per l'utilizzo di uova nella preparazione dell'impasto, per la loro forma cava all'interno e l'aspetto rigato ottenuto passandoli su un pettine da tessitura oppure su un rigagnocchi in legno.